# Hans Ellmerer
Hans Ellmerer (* 6. Oktober 1890 in Schwoich; † 25. Dezember 1969 in Innsbruck) war ein österreichischer Politiker (CS).

## Berufsleben
Er war ab 1922 Sekretär des Tiroler Bauernbundes und wurde 1938 nach dem „Anschluss“ entlassen. Ab 1945 war er mit der Leitung der Abteilung Verwaltung der Landeslandwirtschaftskammer betraut.

## Politik
Ellmerer war wenige Tage Abgeordneter zum Nationalrat für die CSP in der IV. Gesetzgebungsperiode vom 27. April 1934 bis zum 2. Mai 1934.